# يو إف سي 18
يو إف سي 18: الطريق إلى لقب الوزن الثقيل (بالإنجليزية: UFC 18: The Road to the Heavyweight Title)‏ هو حدث لفنون القتال المختلطة نظمته يو إف سي، أُقيم في 8 يناير 1999، على مركز بونتشارترين في نيو أورلينز، لويزيانا، الولايات المتحدة.